# LB-1
LB-1 è un sistema stellare binario localizzato nella costellazione dei Gemelli e composto da una stella di classe spettrale B, indicata come LB-1 A, e da quello che si ritiene essere un enorme buco nero stellare, indicato come LB-1 B o LB-1 *, ad essa strettamente associato.

## La stella
La stella componente il sistema LB-1, indicata LB-1 A,  è una stella di classe B3, quindi una sub-gigante blu, avente una massa pari a circa 8,2 masse solari e distante circa 4 230 parsec, ossia circa 13 800 anni luce, dalla Terra che, nell'ambito di una campagna osservativa condotta da una vasta collaborazione internazionale guidata dall’astrofisico cinese Jifeng Liu, è stata osservata per due anni assieme ad altre tremila stelle utilizzando il telescopio Large Sky Area Multi-Object Fiber Spectroscopic Telescope (LAMOST), il quale ha compiuto 30 misure di velocità radiale per ciascuna, il tutto allo scopo di individuare stelle che, pur apparendo sole, si comportavano come se facessero parte di un sistema binario. Dopo aver individuato l'orbita "sorprendentemente circolare" di questa stella, gli astronomi sono andati avanti con l'osservazione utilizzando, oltre allo spettrografo multifibre a bassa risoluzione del LAMOST, anche i due spettrografi ad altissima risoluzione Osiris, al Gran Telescopio Canarias, e Hires, all'osservatorio del Keck, il tutto al fine di caratterizzare la stella nel dettaglio. LB-1 A è dunque risultata essere una stella vecchia di circa 35 milioni di anni, uscita dalla sequenza principale circa 200 000 anni fa e con una temperatura superficiale di circa 18100 K, il che le conferisce una luminosità pari a 7 000 volte quella del Sole.
Il team di astronomi ha dunque ottenuto un totale di 53 spettri dove erano presenti bande di assorbimento inequivocabilmente appartenenti a una stella di classe B3 ma anche un’intensa banda di emissione dell’idrogeno ionizzato, dal cui spostamento Doppler si poteva ottenere una velocità radiale molto inferiore rispetto a quella delle righe stellari. Basandosi sulle semiampiezze delle curve delle velocità radiali era quindi possibile dedurre che, benché si vedesse solo un oggetto stellare, il sistema fosse in realtà formato da due corpi che ruotavano attorno a un comune centro di massa con un periodo di circa 79 giorni ma con una velocità radiale, e quindi con una massa, decisamente diversa; in particolare la massa dell'oggetto invisibile risultava pari a 8,25 volte la massa dell'oggetto visibile. Considerando che un corpo di tale massa sarebbe facilmente rilevabile se visibile, la sua invisibilità ha portato a concludere che si tratti di un buco nero stellare, il primo scoperto in questo modo e non attraverso l’emissione di raggi X provenienti dal suo disco di accrescimento ma soprattutto il primo di questo tipo ad avere un valore di massa, pari a circa 68 volte la massa solare, inconciliabile con le correnti teorie di evoluzione stellare.

## Il buco nero e il problema della sua esistenza
Il buco nero del sistema LB-1, indicato come LB-1 B or LB-1 *, avrebbe quindi, come detto poc'anzi, una massa pari a circa 70 masse solari. Considerando però che la metallicità della stella LB-1 A è risultata pari a 1,2 ± 0,2 volte quella del Sole, e che è altamente probabile che la stella che ha dato origine al buco nero, essendosi formata a brevissima distanza da LB-1 A all’interno della stessa nube molecolare, avesse i medesimi valori di tale stella, la massa del buco nero risulta essere più del doppio del massimo previsto dalle attuali teorie di evoluzione stellare, che prevedono che una stella progenitrice con valori di metallicità simili a quelli del Sole, qualunque sia la sua massa iniziale, non possa produrre alla sua morte un buco nero da più di 25 masse solari.
Si è aperta quindi una discussione per cercare di dare una spiegazione all'esistenza di un simile buco nero stellare che concordasse con le attuali teorie. È stato ad esempio ipotizzato che il sistema LB-1 sia in realtà un sistema triplo e che il compagno della stella LB-1 A non sia un semplice buco nero, bensì un buco nero binario costituito da due buchi neri di massa pari a 35 masse solari e orbitanti uno attorno all'altro a breve distanza, i quali agirebbero sulla stella come un unico buco nero più massiccio.
Altra ipotesi è che il sistema LB-1 fosse inizialmente un sistema triplo, costituito da LB-1 A e da due giganti di classe O molto vicine, ognuna di massa superiore alle 60 masse solari. La prima delle due stelle di classe O a terminare il suo ciclo vitale si sarebbe evoluta in un buco nero di massa pari a 20-30 masse solari che avrebbe poi inglobato pian piano la massa dell'altra stella di classe O.
 L'ultima teoria, infine, è quella di una supernova fallita, che, però, porterebbe a una sostanziale modifica dei modelli di evoluzione stellare attuali. Il team di Jifeng Liu ha infatti calcolato che, già diminuendo di un fattore 3 la quantità di massa che si ritiene che una stella perda attraverso il vento stellare prima di esplodere in una supernova, per dare origine a un buco nero come quello ipotizzato servirebbe una stella progenitrice di massa pari a 200 masse solari, trascurando però il fatto che i modelli attuali prevedono, per la fine di una stella di siffatte dimensioni, una supernova a instabilità di coppia, ossia una supernova che smembra completamente la stella senza lasciare un residuo compatto (come, per l'appunto, un buco nero). Il "fallimento" della supernova, ossia l'avvenimento di una supernova in cui il materiale espulso durante l’esplosione della stella progenitrice non possiede energia cinetica sufficiente per sfuggire alla gravità del nucleo collassante (né per spostarlo dalla sua orbita) e ricade così su di esso, contribuirebbe così a spiegare l'enorme massa del buco nero risultante e anche la forma quasi perfettamente circolare della stella LB-1 A. Tale circolarità, infatti, rende insostenibile l’ipotesi che LB-1 A sia una stella di passaggio, catturata dalla gravità di un buco nero preesistente, e rende anche impossibile pensare a una supernova “non fallita” come quella che avrebbe preceduto la formazione di un buco nero come quello in esame a partire da una singola progenitrice, poiché tale esplosione avrebbe certamente modificato l'orbita di LB-1 A, arrivando forse perfino a spazzarla via.

## Incertezze
Il valore della parallasse di LB-1, pubblicato sul Gaia Data Release 2, ossia il catalogo di informazioni astrometriche raccolte dal satellite Gaia dal 25 luglio 2014 al 23 maggio 2016 e rilasciato il 25 aprile 2018, consentiva di stimare una distanza del sistema stella dalla Terra pari a circa 2 140 parsec, ossia circa 7 000 anni luce. I valori dei parametri del sistema considerando la sua ubicazione a quella distanza, però, sono in contraddizione con le proprietà derivate dal team di Jifeng Liu a partire dalla distribuzione spettrale di energia e dalle variazioni di velocità radiale, le quali, modellando il sistema considerando una delle sue componenti come una sub-gigante di classe B, portano a una distanza della stella di circa 4 230 parsec, ossia circa 13 800 anni luce, dalla Terra, e a dover considerare la presenza di un corpo invisibile molto più massiccio della stella stessa, ossia il già menzionato buco nero. Se si considerasse esatta la distanza misurata attraverso il valore della parallasse fornito da Gaia, la massa della stella LB-1 A diminuirebbe a 1/6 del valore stimato dal team di Liu, e, di conseguenza, la massa del buco nero, arrivando a valere circa 10 masse solari, rientrerebbe nei valori in accordo con la teoria.
Tra le due misurazioni di distanza è probabile che sia l’angolo di parallasse misurato da Gaia a essere quasi certamente errato, e ciò sarebbe dovuto al fatto che la soluzione astrometrica usata dal satellite ha considerato LB-1 come un corpo celeste singolo, non tenendo conto dell'oscillazione della stella attorno al centro di massa del sistema, causata dalla presenza di un massiccio e invisibile compagno. A conferma di tale supposizione, c’è anche il fatto che, se si considera la stella alla distanza ricavata da Gaia, nessun modello di evoluzione stellare si adatta ai parametri di LB-1 derivati dall’osservazione. In effetti, solo una stella in stato di forte squilibrio (ad esempio dovuto all'esplosione in supernova della compagna in un sistema binario) potrebbe avere le caratteristiche di LB-1 alla distanza suggerita da Gaia ma questa è comunque una ipotesi che, per quanto poco probabile e a oggi non verificabile, non è attualmente corretto scartare.